# سلیم مصری
سلیم مصری (نام علمی: Pluvianus aegyptius) نام یک گونه از راسته سلیم‌سانان است.

## نگارخانه

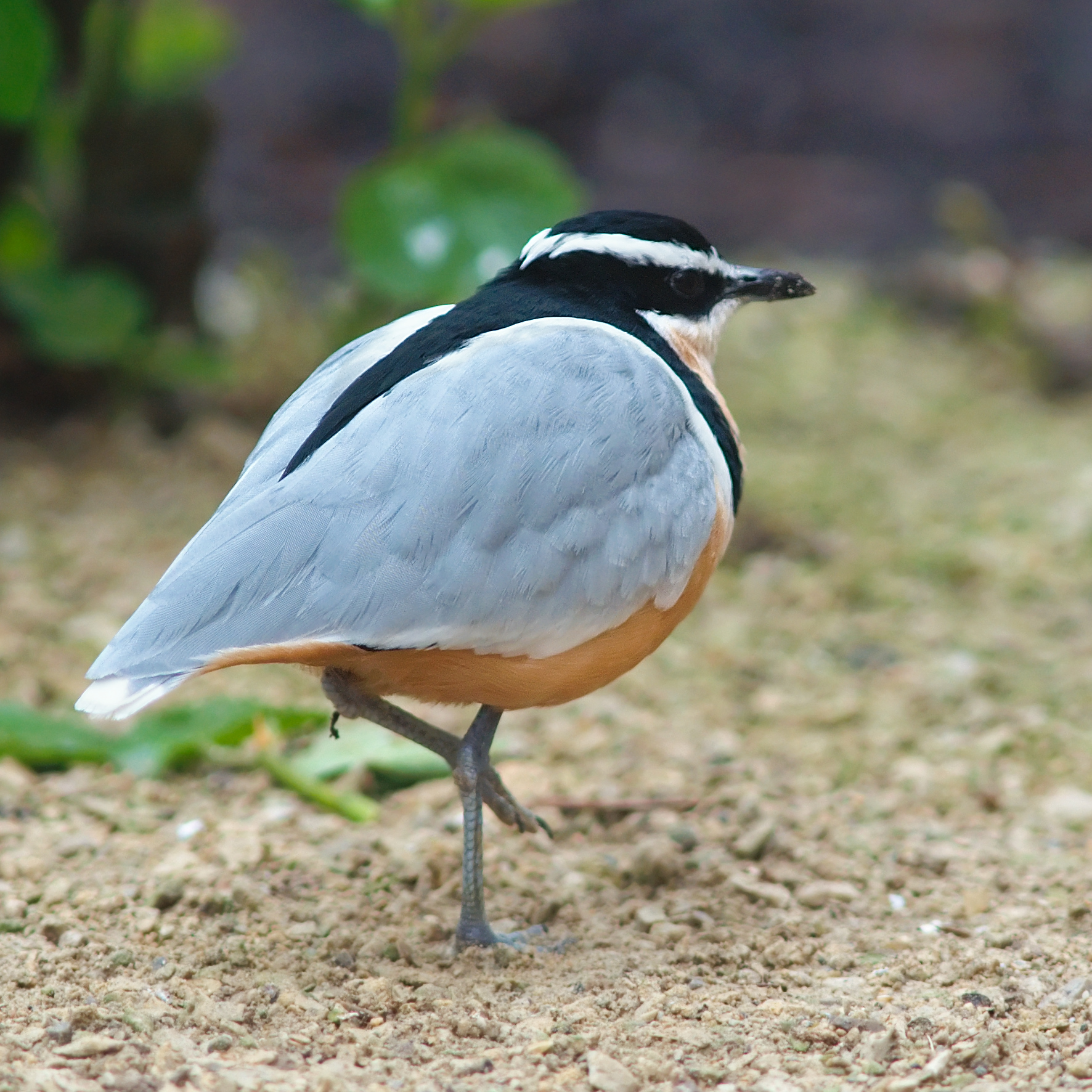
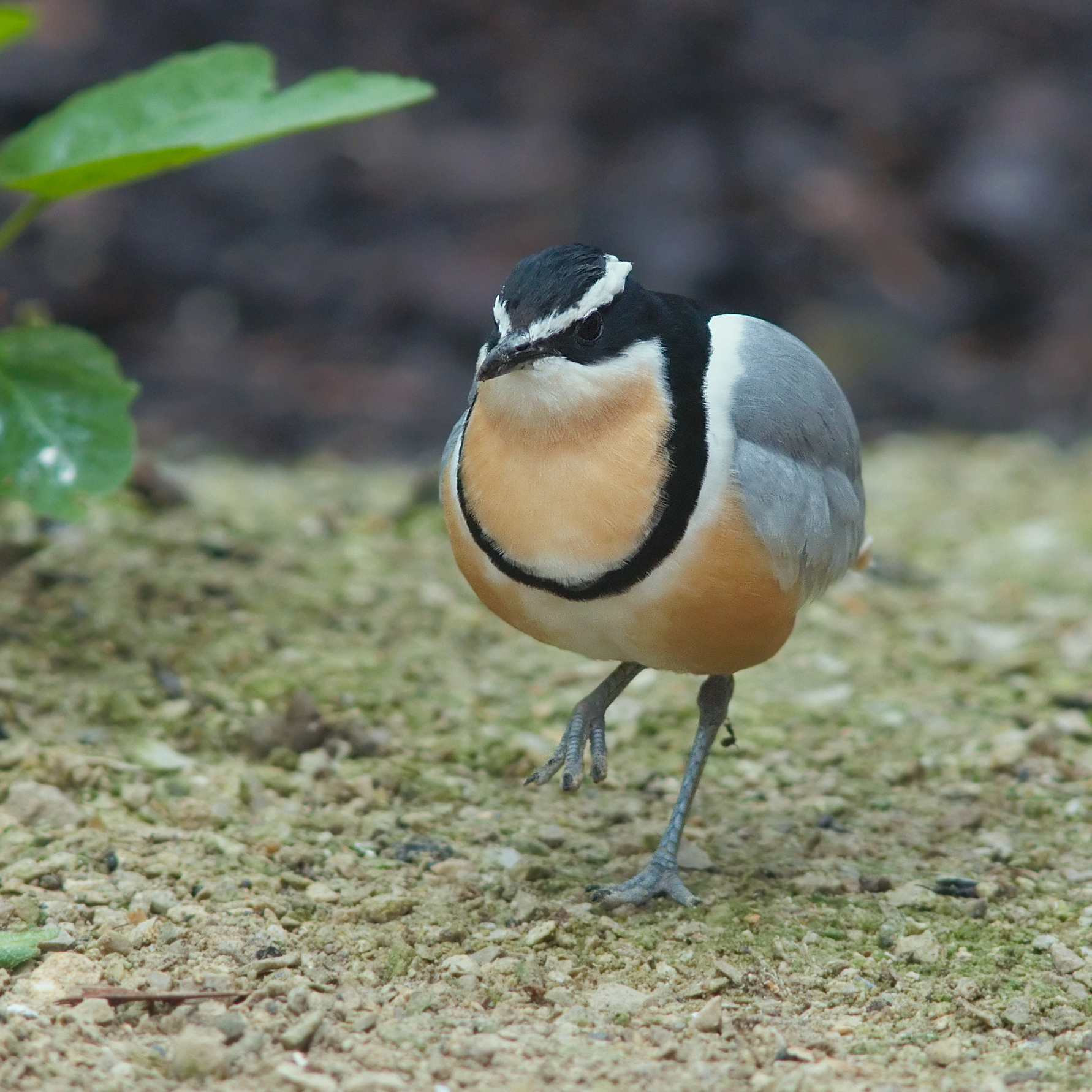